# Chapel Carn Brea

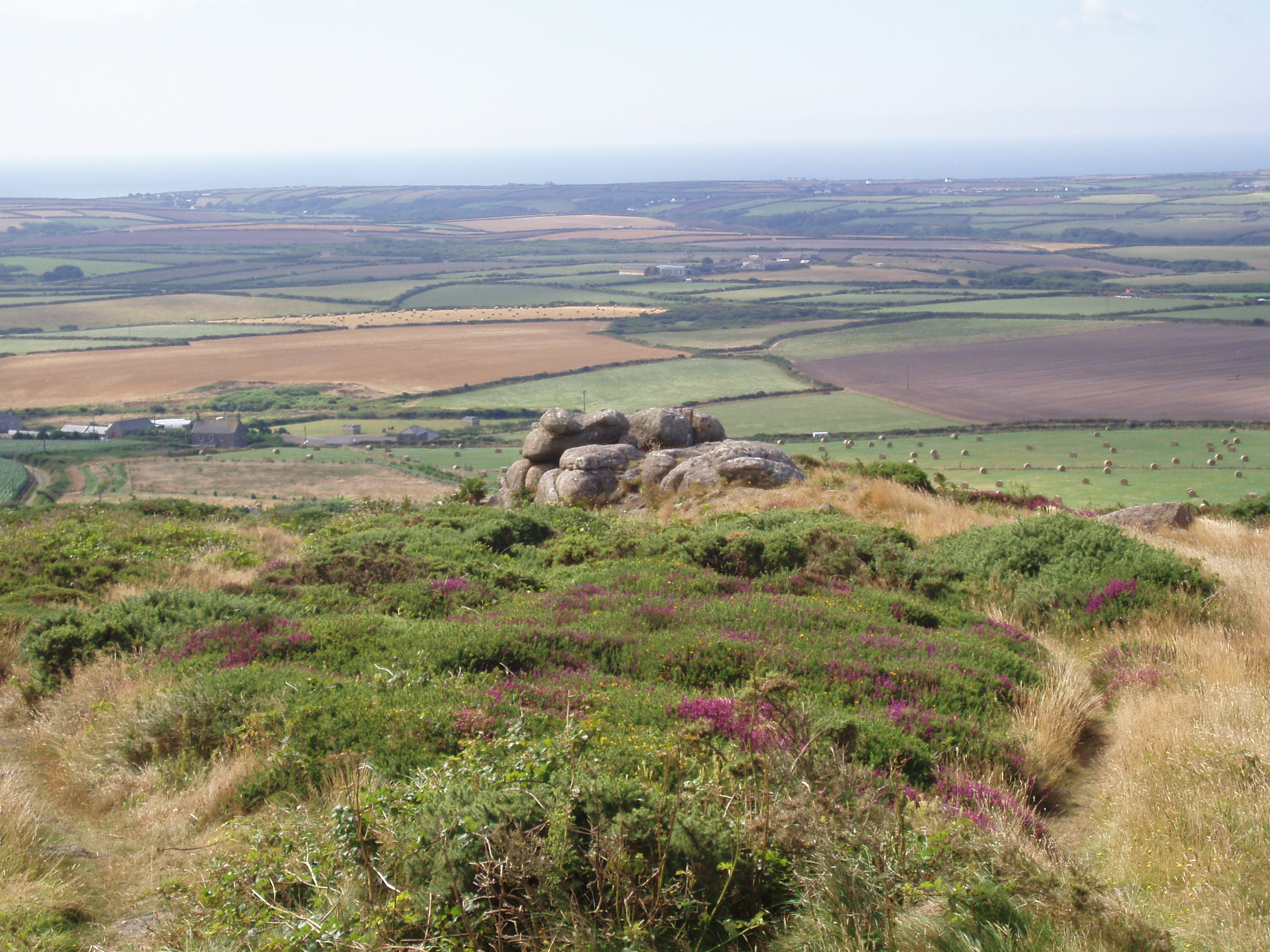
Blick zum Hügel

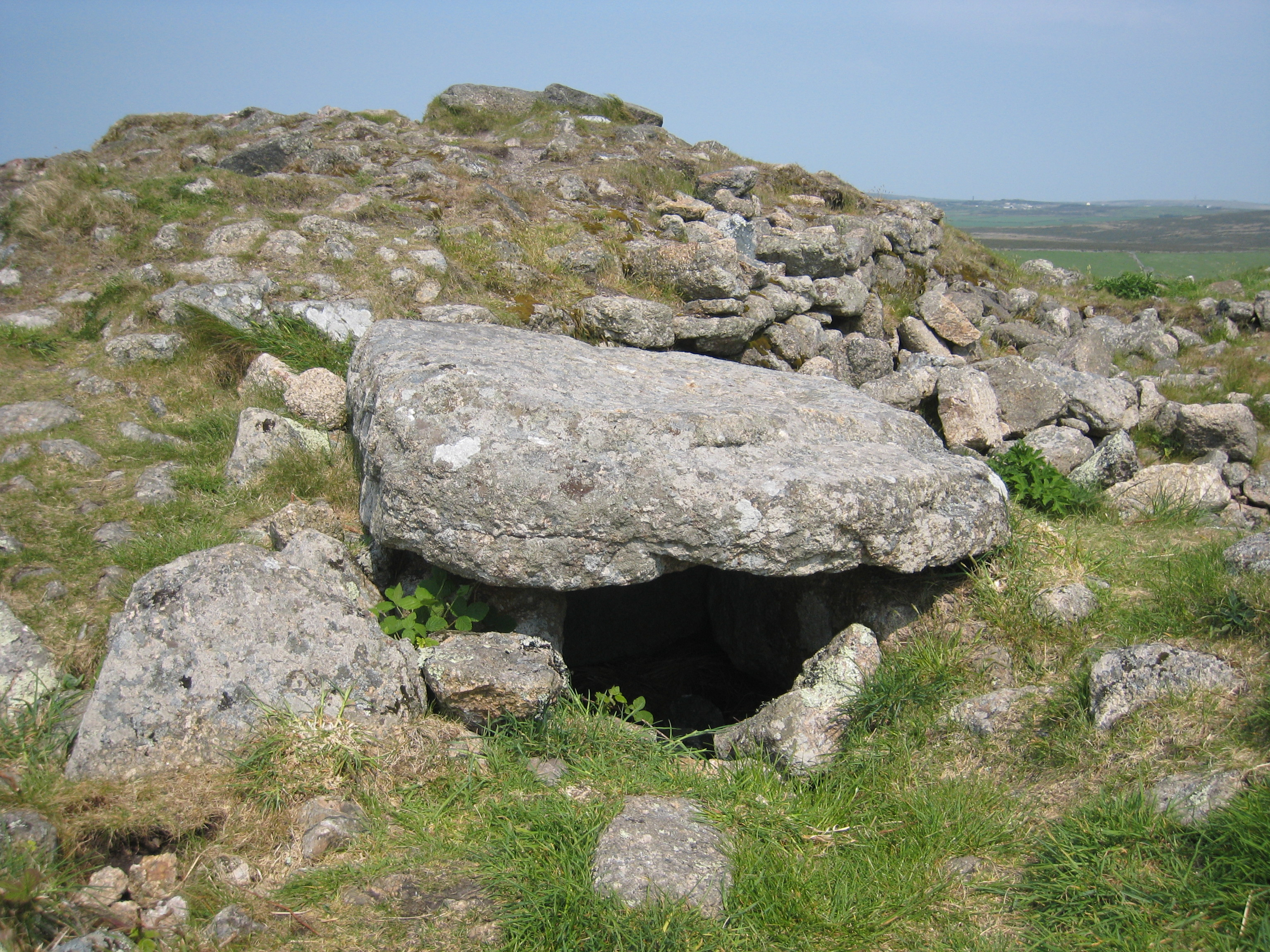
Chapel Carn Brea

Chapel Carn Brea war ursprünglich ein Entrance Grave (deutsch „Eingangsgrab“, auch „Scillonian Entrance Grave“ oder „West County Tomb“ genannt). Es liegt auf einem Hügel östlich der Brea Farm in Crows-an-wra, bei St. Just in Cornwall in England und wurde zu einem späteren Zeitpunkt umgebaut.
Der Hügel des neolithischen Entrance Grave war etwa 27,5 m × 8,2 m groß mit einer nach Süden gerichteten Kammer mit konischem inneren Ende und zwei Decksteinen im Zentrum. Diese Anlage wurde in der Bronzezeit erweitert. Hinzu kam eine Steinkiste mit einem etwa 4,5 m messenden quadratischen Deckstein, für die der Hügel ausgebaut wurde. Dies führte zu einem massiven etwa 4,5 m hohen Cairn, der über 57 m lang war, eine Randsteineinfassung und drei innere konzentrische Stützmauern hatte.
Die Steinkiste und Teile der beiden inneren Stützwände wurden freigelegt, aber es ist unbekannt, ob der ursprüngliche Eingang noch unter dem Hügel begraben liegt oder zerstört wurde.